# كانا هاشيموتو
كانا هاشيموتو (باليابانية: 橋本 環奈) مثلة يابانية ومغنية سابقة. منذ 2011 حتى 2017 كانت عضوة في فرقة الفتيات ريف. فروم دفل. اثناء ادائها مع الفرقة عام 2013 قام معجب بالتقاط صور لها واصبحت ترند على تويتر و2جنل. مما جذب لها انتباه المحلي الواسع. وكممثلة بدأت انطلاقتها في فيلم معجزة عام 2011.

## أعمال

### افلام
- معجزة (2011)